# Chiesa di Santo Stefano al Colle
La chiesa di Santo Stefano al Colle è un edificio che fonde elementi dell'architettura tardogotica e di quella romanica e che si trova a Miglieglia, accanto al cimitero.

## Storia
La costruzione della chiesa risale al XIV secolo: l'edificio originario, poi modificato nel XVI secolo, aveva una pianta rettangolare. L'unica navata, decisamente tardogotica, è successiva, come anche l'aspetto attuale del coro (dotato di pianta rettangolare), che nel Cinquecento fu radicalmente rimaneggiato e, nel 1511, affrescato. Nel 1959, sotto il coro, furono trovati alcuni affreschi romanici databili fra il XII e il XIII secolo, poi spostati nella navata. La chiesa è stata a lungo sede della parrocchia di Miglieglia.

## Galleria d'immagini

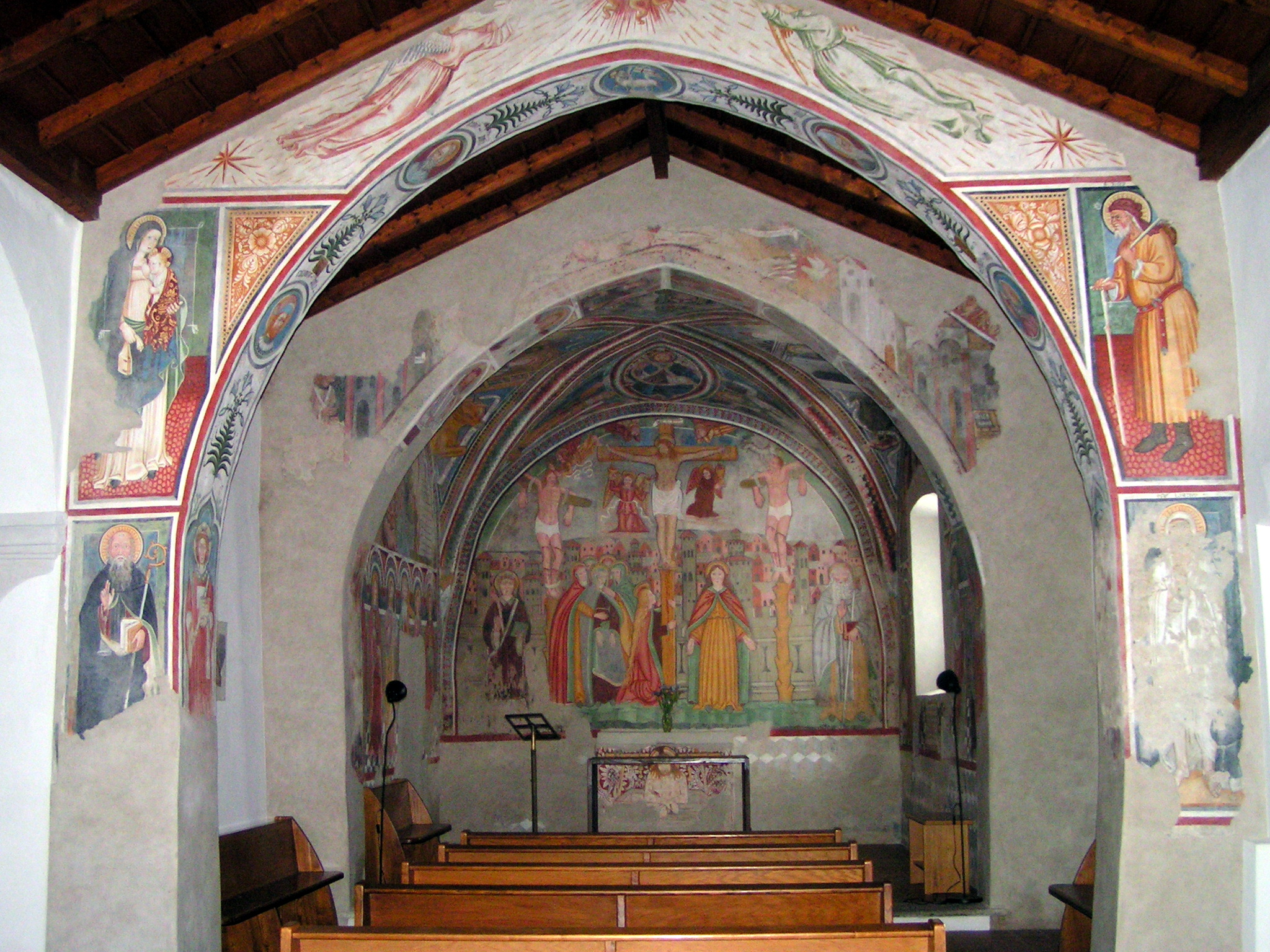
Affreschi absidali
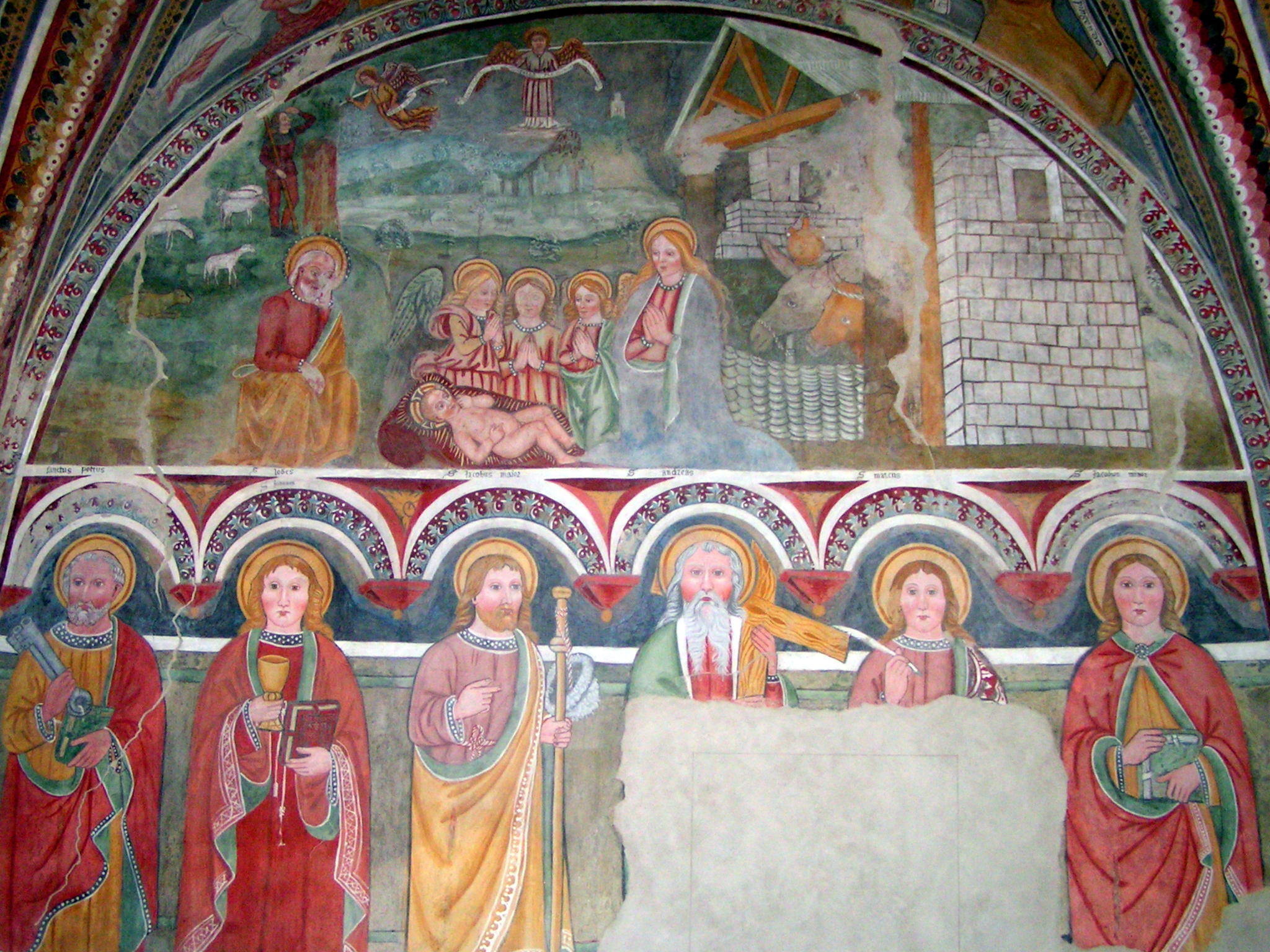
Coro parete nord: Apostoli
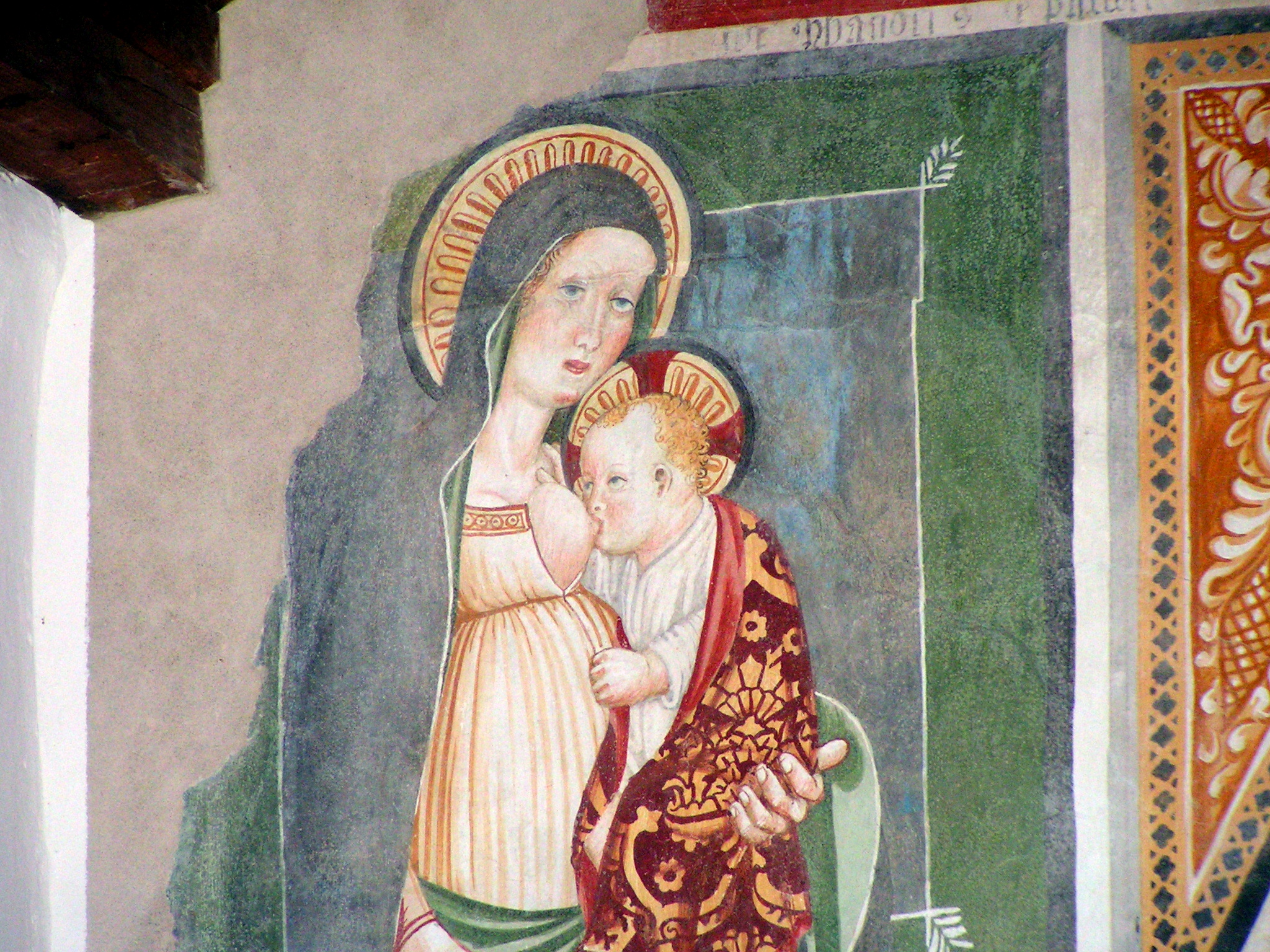
Madonna del latte, arco trasversale.
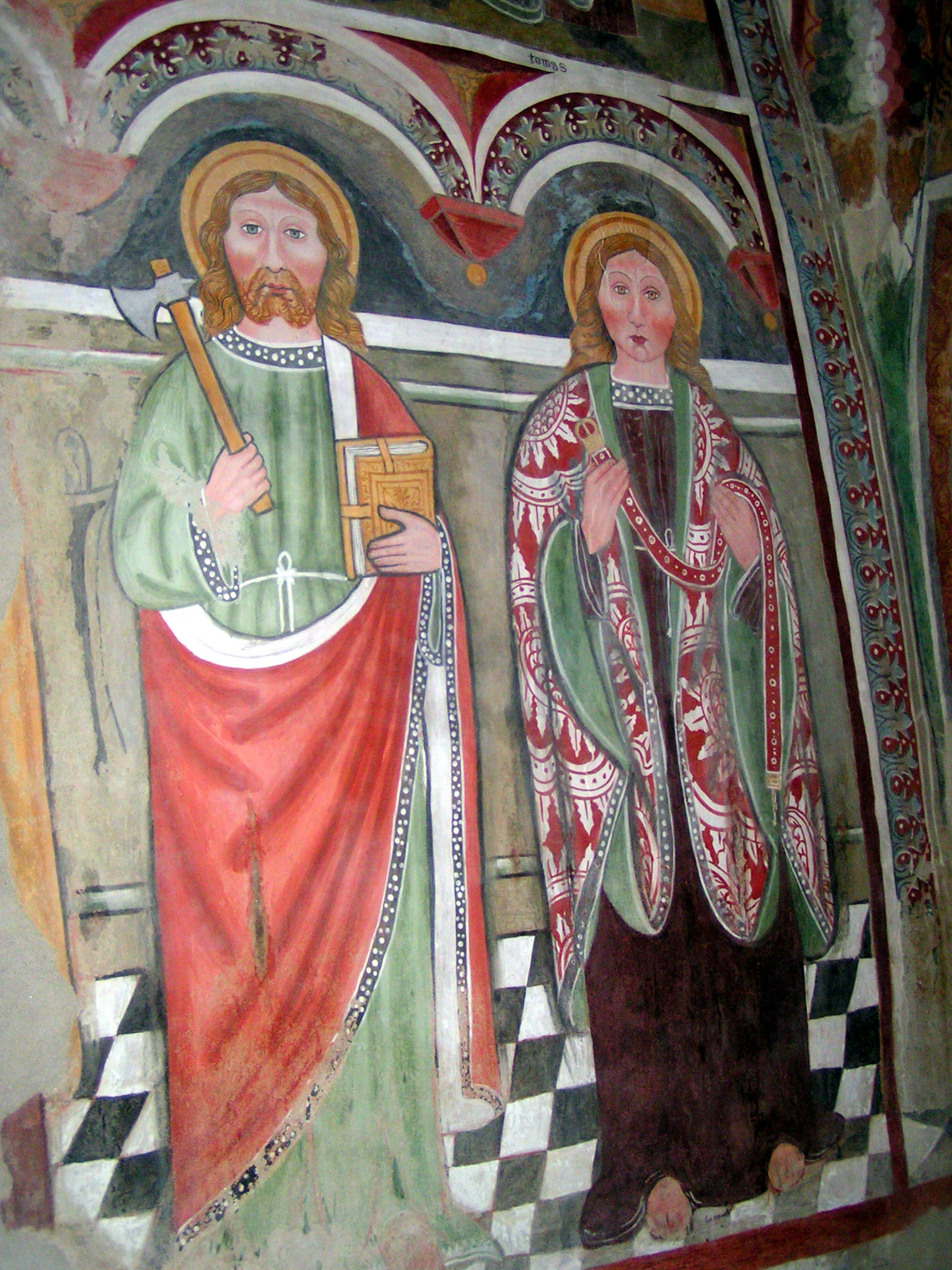
Affreschi del XIV secolo, parete sud
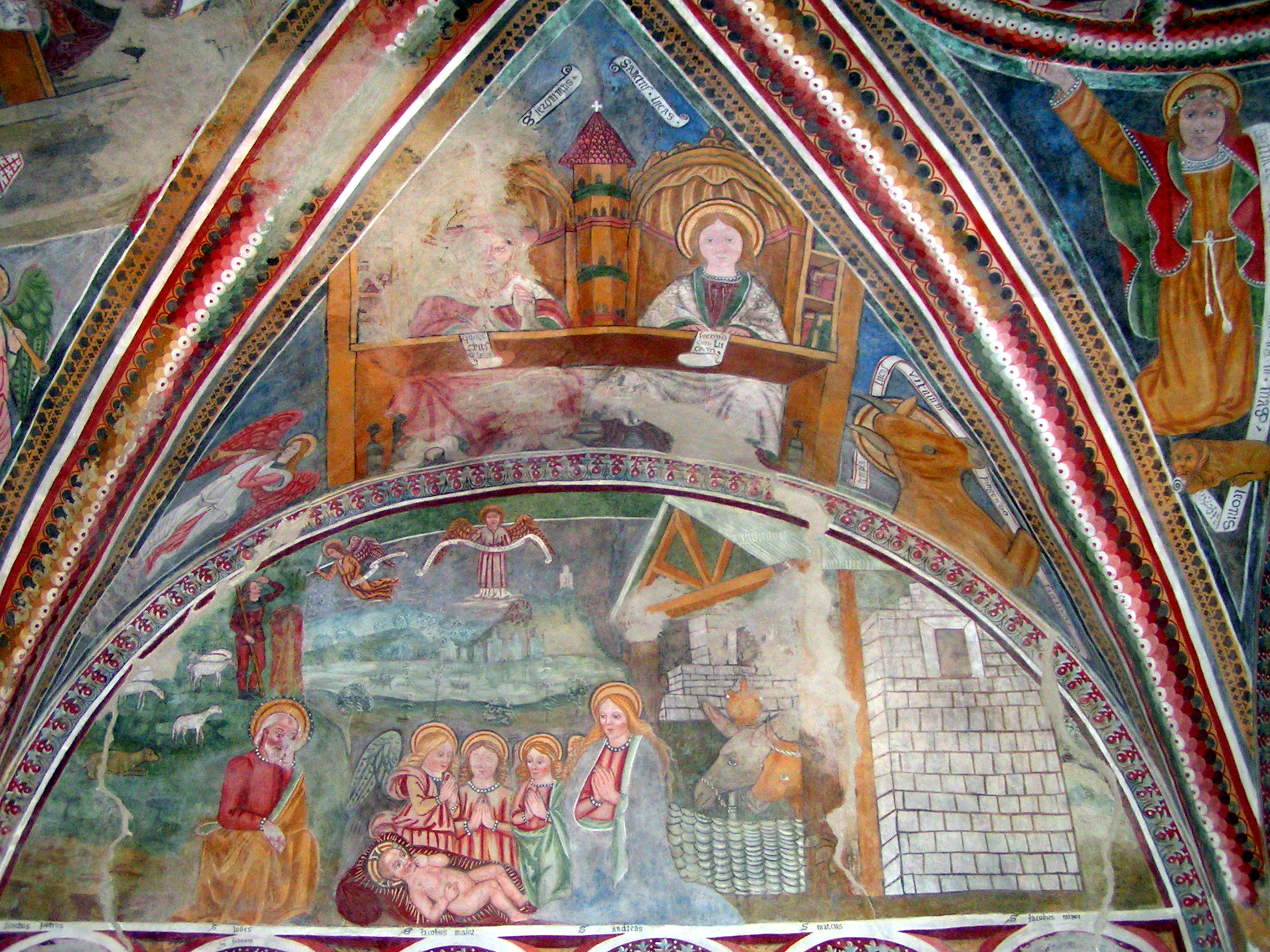
Coro: San Gerolamo e San Luca e Natività, del 1511.